# 1996年太平洋颱風季
| 太平洋颱風季             |
| 主題頁 - 專題 - 編輯指南 |

1996年太平洋颱風季泛指在1996年全年內的任何時間，於赤道以北及國際換日線以西的太平洋水域所產生的熱帶氣旋。雖然有關方面並沒有設下本颱風季的指定期限，但大部份於西北太平洋的熱帶氣旋通常都會於六月至十二月期間形成。
本條目的範圍僅侷限於赤道以北及國際換日線以西的太平洋水域。於赤道以北及國際換日線以東的太平洋水域產生的風暴則被稱為颶風。在西太平洋產生的熱帶風暴是由聯合颱風警報中心命名，而在該地區的熱帶低氣壓的編號都以 W 字母作結。而凡進入或產生於菲律賓風暴責任範圍以內的熱帶低氣壓，菲律賓大氣地理天文部門（PAGASA）都會為它們訂立一個菲律賓名稱，作當地警報用途；因此同一個風暴有時候會有兩個不同的名稱。
以下各熱帶氣旋資訊以熱帶氣存在期間的最強形態為準。

## 已被國際命名的熱帶氣旋

### 熱帶風暴安茵（Ann）
PAGASA:Biring

### 颱風巴特（Bart）
PAGASA:Konsing

### 熱帶風暴錦雯（Cam）
PAGASA:Ditang

### 強烈熱帶風暴法蘭基（Frankie）
PAGASA:Edeng
7月21日早上，法蘭基在西沙之東南偏東約170公里之南海上空形成一熱帶低氣壓。它向西北移動，翌日增強成一熱帶風暴，並橫過海南島。在海南島，一艘一千噸重的船在大風中翻側，造成一人死亡及17人失踪。法蘭基橫過北部灣，並進一步增強成一強烈熱帶風暴。它於7月24日登陸越南北部，並逐漸在內陸消散。在越南，有超過40多人喪生，224人受傷。
 英屬香港
當地懸掛最高風球信號： 一號戒備信號
在香港，一號戒備信號在7月21日下午2時30分懸掛，當時法蘭基集結於香港以南約570公里。受其外圍雨帶影響，香港間中有狂風大驟雨，吹清勁偏東風，風勢疾勁。隨着法蘭基增強及靠近，離岸及高地間中吹強風。法蘭基在7月22日黃昏開始移離香港，一號信號在晚上10時30分除下。法蘭基於7月22日下午5時左右最接近香港，當時位於香港之西南約530公里。天文台總部在下午4時錄得最低瞬時海平面氣壓1001.9百帕斯卡。
在法蘭基影響期間，有幾宗因陣風引起之塌樹報告，無人受傷。

### 颱風姬羅莉亞（Gloria）
PAGASA:Gloring
7月21日，一股名為姬羅莉亞的熱帶低氣壓在馬尼拉之東南偏東約1340公里處形成。它向西北移動，逐漸增強，並在7月24日達到颱風強度。翌日，姬羅利亞掠過菲律賓北部，導致至少有55人喪生或失踪。它隨後在7月26日趨向台灣，造成兩人死亡，一人失踪，六人受傷。姬羅莉亞亦對台灣的農產品造成嚴重破壞，經濟損失估計為580百萬新台幣。姬羅莉亞朝福建沿岸推進，於7月27日早上在廈門附近登陸，並在內陸消散。
 英屬香港
當地懸掛最高風球信號： 一號戒備信號
在香港，一號戒備信號在7月26日早上11時30分懸掛，當時姬羅莉亞集結在香港以東約700公里。本地吹偏西風，日間天晴酷熱。黃昏受到姬羅莉亞之外圍雨帶影響，香港有幾陣狂風驟雨。隨着姬羅莉亞翌日清晨在廈門附近登陸，一號信號在7月27日早上6時45分除下。姬羅莉亞隨後之不穩定西南氣流影響廣東沿岸，香港隨後兩日變為多雲有雨。姬羅莉亞在在7月27日下午2時最接近香港，當時位於香港之東北偏北約280公里。天文台總部在7月26日下午4時錄得最低瞬時海平面氣壓為992.8百帕斯卡。
在姬羅莉亞影響期間，香港並無重大破壞報告。

### 颱風赫拔（Herb）
PAGASA:Huaning
7月23日熱帶性低氣壓10W在塞班島附近形成，先往北移動，而後往西。熱帶低氣壓10W在7月24日增強為熱帶風暴赫拔。熱帶風暴赫拔持續往西移動，並在7月25日增強為颱風。由於與颱風姬羅莉亞的藤原效應，賀伯的風速有所減慢。但在那之後，颱風赫拔又再度增強，並在7月30日發展為超級颱風。颱風赫拔是1996年最大的颱風，也是自1977年以來第8大的颱風。
颱風侵襲琉球群島，並在7月31日在台灣北部登陸。8月1日登陸中國福建省福州市後，颱風賀伯迅速減弱，並在8月3日消散。

### 颱風卻克（Kirk）
PAGASA:Isang
7月28日在太平洋形成雨帶。向西北移動，8月5日形成熱帶風暴。當經過日本的時候，卻克轉向東南方。緩慢地向西北移動，當轉向至東北的時候，風速曾高達110公里。14日颱風吹襲日本西南部，繞過日本後風勢減弱。16日在北太平洋中消失。卻克最少造成兩人死亡以及中度建築損傷。

### 熱帶風暴麗莎（Lisa）
麗莎在8月6日早上在東沙之西北約170公里之南海北部形成一熱帶低氣壓。它向東北移動，當晚掠過廣東汕頭市附近，然後於福建漳州市東山縣陳城鎮登陸，然後在8月7日於內陸減弱並消散。麗莎在中國大陸導致90多人喪生。

### 熱帶風暴馬田（Marty）
這股雨帶8月11日在南中國海發展，它向西南移動，8月12日進入北部灣。8月13日它達到熱帶風暴的程度，14日到達高峰點。14日登陸越南北部。雖然風力不算太強，但馬田造成125人死亡以及107人失蹤。

### 颱風麗潔（Niki）
PAGASA:Lusing
麗潔於8月18日在馬尼拉之東北偏東約970公里處發展成一熱帶低氣壓，並穩定向西移動。麗潔於8月20日早上增強為熱帶風暴，橫掃呂宋，並進入南海。當日下午，它增強為強烈熱帶風暴，並於翌日在西沙之東北約90公里處達到颱風強度。麗潔於8月22日橫掃海南島，七人死亡。它減弱為強烈熱帶風暴，橫過北部灣，並在翌日清晨登陸越南北部。麗潔最終在8月23日於內陸消散。在越南，有12個人在麗潔吹襲中喪生。
 英屬香港
當地懸掛最高風球信號： 一號戒備信號
在香港，一號戒備信號在8月20日上午9時45分懸掛，當時麗潔集結在香港之東南約770公里。香港初時吹微風，天氣晴朗。然而，當日下午有煙霞發展，維多利亞港的能見度下降。隨著麗潔增強及靠近，本地吹清勁偏東風。麗潔在8月21日早上11時左右最接近香港，當時位於香港以南約540公里處。麗潔北面的雨帶並不太活躍，香港只有幾陣驟雨。隨着麗潔遠離，一號信號在8月21日晚上10時45分除下。天文台總部在8月20日下午4點錄瞬時最低海平面氣壓為1007.7百帕斯卡。
麗潔影響期間，香港並無重大損毀報告。

### 颱風莎莉（Sally）
PAGASA:Maring
一個熱帶低氣壓在9月2日於菲律賓以東海域形成。該熱帶低氣壓以西北偏西方向移動，並在9月5日增強為熱帶風暴及於6日增強為颱風。在9月7日颱風莎莉迅速增強其中心風力達每小時160海浬之超級颱風，並橫過菲律賓。當進入南中國海時，莎莉的中心風力略減為每小時115海浬。莎莉於9月9日在廣東雷州市登陸，並在翌日消散。莎莉為中國大陸帶來連場狂風暴雨和破壞，導致114人死亡﹑110人失蹤，經濟損失估計約達15億美元（1996年值）。9618台风不仅给海南、广东、广西一带沿海地区带来严重的经济损失和人员伤亡，而且也给驻区部队带来巨大的损失。南海舰队的湛江麻斜军港，锚泊中的20多艘大型军舰拖水鼓移位，50多艘舰船因相互碰撞而受损，一些甚至被风浪推到了岸上，用于恢复设施和修理装备的经费高达数亿元。空2师在遂溪军用机场刚从俄罗斯购入不久的苏27战斗机，因机库尚未完工而在停机坪露天停放，受台风和洪水侵袭遭到倾覆受损，报废数架，该航空兵师领导遭到严厉追责。

### 颱風維奧莉（Violet）
PAGASA:Osang

### 強烈熱帶風暴威利（Willie）
9月18日早上，一個低壓區在西沙之西北偏西約200公里處發展成一熱帶低氣壓，並命名威利，當日下午增強為熱帶風暴。它初時向東北移動，翌日增強為強烈熱帶風暴後，採取一個西北路徑。威利在9月20日向西南偏西，掠過雷州和海南島。之後，它橫過北部灣，減弱為熱帶風暴。威利於9月22日登陸越南，並於翌日在內陸消散。在威利吹襲後，海南島有38人死亡、96人失踪。在越南，至少有10人喪生。1996年9月22日，隶属于南海舰队榆林海军基地快艇11支队登陆舰4大队（母港在海口秀英军港）的971号登陆舰在海上航行时，因台风影响风浪过大而失事沉没。所幸因指挥得当，落水人员分别在海南、广东两地沿海全数获救。

### 颱風雅芝（Yates）
PAGASA:Paring

### 颱風贊寧（Zane）
PAGASA:Reming

### 熱帶風暴雅貝爾（Abel）
PAGASA:Seniang

### 強烈熱帶風暴貝芙（Beth）
10月15日，貝芙在馬尼拉之東北偏東約930公里處發展成熱帶低氣壓。它向西移動，翌日增強為熱帶風暴，並於10月17日達颱風強度。貝芙橫過呂宋，於10月18日進入南海。它在海上迅速減弱，並於10月21日在西沙附近消散。
 英屬香港
當地懸掛最高風球信號： 一號戒備信號
在香港，一號戒備信號在10月19日上午11時45分懸掛，當時貝芙集結在香港之東南約570公里。貝芙的環流相對較小，因此香港不受其直接影響。但由於受到貝芙及東北季候風共同影響，離岸海域間中吹東至東北強風。隨着貝芙在10月20日下午遠離並減弱，一號信號在下午2時正除下。在貝芙影響期間，香港間中有雨。它在10月19日晚上11時左右最接近香港，當時位於香港之東南偏南約500公里。天文台總部在10月19日下午3時錄得的最低瞬時海平面氣壓為1010.9百帕斯卡。 
10月20日，一艘貨輪於香港以南約200公里處在大浪及惡劣天氣下發生機件故障。24名船員中有11名被直升機接到安全地點，船上其餘人員亦獲救。

### 颱風戴爾（Dale）
PAGASA:Ulpiang

### 熱帶風暴安里（Ernie）
PAGASA:Toyang

### 熱帶風暴格雷（Greg）
在马来西亚沙巴州，热带风暴格雷导致根地咬多个地区发生山体滑坡，其中包括大量巨石和树木被冲刷至底坡，导致238人丧生，102人失踪，最终记录显示302人死亡，估计造成的损失达4亿5890万令吉。时任国家元首端姑查化和首相马哈迪·莫哈末向受害者家属表示哀悼。

## 未被國際命名的熱帶氣旋
除了被命名的熱帶氣旋外，還有一些沒被命名的熱帶低氣壓的熱帶氣旋。以下列出那些熱帶氣旋的資料。

### 熱帶低氣壓 01W
PAGASA:Asiang

### 熱帶風暴 24W
PAGASA:Ningning

## 熱帶氣旋名單
| - 安茵 9601 - 巴特 9602 - 錦雯 9603 - 丹尼 9604 - 伊芙 9605 - 法蘭基 9606 - 姬羅莉亞 9607 - 赫拔 9608 - 伊恩 9609 - 載儀 9610 - 卻克 9611 - 麗莎 9612 - 馬田 9613 - 麗潔 9614 - 奧臣 9615 - 佩萍 9616 - 歷克 9617 - 莎莉 9618 - 湯姆 9619 - 維奧莉 9620 - 威利 9621 - 雅芝 9622 - 贊寧 9623 | - 雅貝爾 9624 - 貝芙 9625 - 卡路 9626 - 戴尔 9627 - 安里 9628 - 芳雅 9629 - 格雷 9630 - 漢娜（未用） - 伊莎（未用） - 占美（未用） - 姬莉（未用） - 利維（未用） - 曼莉（未用） - 尼士達（未用） - 奧蓓（未用） - 彼德（未用） - 露絲（未用） - 史葛（未用） - 天娜（未用） - 維克托（未用） - 芸妮（未用） - 尤里（未用） - 思蒂（未用） | - 艾碧（未用） - 秉格（未用） - 卡絲（未用） - 大衛（未用） - 艾娜（未用） - 斐歷士（未用） - 珍芝（未用） - 漢奇（未用） - 艾雲（未用） - 鍾茵（未用） - 祈輔（未用） - 蓮達（未用） - 莫特（未用） - 麗歌（未用） - 奧圖（未用） - 彭妮（未用） - 雷士（未用） - 斯蒂娜（未用） - 杜特（未用） - 慧姬（未用） - 華爾多（未用） - 茵妮（未用） - 謝柏（未用） | - 雅歷士（未用） - 寶絲（未用） - 卓拔（未用） - 丹安（未用） - 艾非斯（未用） - 菲芙（未用） - 格爾（未用） - 希麗達（未用） - 愛莉絲（未用） - 雅各（未用） - 姬蒂（未用） - 利奧（未用） - 瑪姬（未用） - 尼爾（未用） - 奧嘉（未用） - 保羅（未用） - 慧卓茹（未用） - 森姆（未用） - 泰妮亞（未用） - 維賽爾（未用） - 芸蒂（未用） - 約克（未用） - 思雅（未用） |

## 內部連結
- 1996年大西洋颶風季
- 1996年太平洋颶風季
- 1996年北印度洋氣旋季
- 1995－1996年西南印度洋熱帶氣旋季
- 1995－1996年澳洲地區熱帶氣旋季
- 1995－1996年南太平洋熱帶氣旋季
- 1996－1997年西南印度洋熱帶氣旋季
- 1996－1997年澳洲地區熱帶氣旋季
- 1996－1997年南太平洋熱帶氣旋季

## 外部連結
- 聯合颱風警報中心
- 中央氣象台-颱風實時路徑顯示
- 日本氣象廳熱帶氣旋資訊（页面存档备份，存于）
- 菲律賓大氣地理天文部門熱帶氣旋資訊
- 中央氣象局全球資訊網（页面存档备份，存于）
- 香港天文台熱帶氣旋資訊（页面存档备份，存于）
- 澳門地球物理暨氣象局熱帶氣旋資訊（页面存档备份，存于）
- 熱帶氣旋衛星影像（页面存档备份，存于）
- 數位颱風—熱帶氣旋資料及圖片（页面存档备份，存于）